# Rolf Holmgren (jurist)
Rolf Eric Holmgren, född 30 september 1951, är en svensk jurist som var lagman i Katrineholms tingsrätt från 1999 till dess nedläggning 2009 och i Linköpings tingsrätt därefter, från 2009 till 2015.
Holmgren utnämndes till rådman i Västerås tingsrätt 5 oktober 1989. Han blev lagman i Katrineholms tingsrätt 1999, utsedd 1 juli, och vid denna tingsrätts nedläggning utnämndes han 17 september 2009 till lagman i Linköpings tingsrätt.